# Gregor Urek
Gregor Urek, slovenski agronom, * 31. maj 1958, Ljubljana.

## Življenje in delo
Leta 1982 je diplomiral na ljubljanski Biotehniški fakulteti in prav tam 1996 tudi doktoriral. Strokovno se je izpopolnjeval v ZDA (1990). Od 1983 je zaposlen na Kmetijskem inštitutu Slovenije, od 2002 kot raziskovalno-razvojni svetnik; od 1989 je predstojnik oddelka za varstvo rastlin. V raziskovalnem delu se je posvetil rastlinskim zajedavcem, predvsem ogorčicam in njihovi razširjenosti v Sloveniji. Sam ali v soavtorstvu je objavil več znanstvenih in preko 40 strokovnih člankov ter monografijo Ogorčice-nevidni zajedavci rastlin.